# Тексада (остров)
Тексада (на английски: Texada Island) е 15-ият по големина остров край западните брегове на Канада в Тихия океан. Площта му е 301 km2, която му отрежда 88-о място сред островите на Канада. Административно принадлежи към канадската провинция Британска Колумбия.

## География
Островът се намира край западното крайбрежие на Британска Колумбия, в протока Джорджия, който на запад го отделя от големия остров Ванкувър, а на изток протока Маласпина (минимална ширина 4,5 км) го отделя от континенталната част на Северна Америка. Югозападно от Тексада се намира по-малкия остров Ласкуети, разделени чрез широкия 2,7 км проток Сабин, в който има множество по-малки островчета – Джедедая, Бул, Джарвис и други.
От северозапад на югоизток островът е дълъг 50 км, а максималната му ширина в средата достига до 9,4 км, като в крайните северни и южни части е много по-тесен.
Брегова му линия с дължина 124 км е слабо разчленена, като има няколко малки заливи (Джилиес Бей – на запад, Стърт Бей – на североизток, Блубър Бей – на север и Андерсън Бей – на югоизток), които предоставят идеални условия за акостирането на множеството лодки и яхти докарващи хиляди туристи на острова през уикендите и летните месеци.
Северната част на острова е равнинна и хълмиста, докато южната е предимно нископланинска с максимална височина от 887 м (връх Маунт Шепърд). Има няколко малки езера, по-големи от коита са: Прист, Пакстън, Кранби, Боб и Спектакъл.
Климатът е умерен, морски, влажен, предпоставка за пълноводни почти през цялата година къси реки. Голяма част от острова е покрита с гъсти иглолистни гори. В най-южната част на острова са създадени два провинциални парка Саут Тексада и Андерсън Бей, които предлагат идеални условия за запазването и развитието на богатия растителен и животински свят.

## Стопанство
През 1876 г. в северната част на острова са открити залежи на желязна руда, а през 1898 г. и на медна руда и започва тяхната усилена експлоатация, която продължава до изчерпването на находищата през 1917 г. и до тяхното закриване.
От 1910 г. започват да функционират и кариери за добив на варовици, използвани за производство на цимент и гасена вар. За тази цел са построени няколко км жп линии, въжени линии и обогатителна фабрика, които през годините сериозно замърсяват северната част на острова и нанасят щети на околната среда. Сега производството на варовик (около 5 млн. т годишно) е силно занижено в сравнение с предишните години и е съобразено вече със сегашните екологични изисквания. Същите проблеми е имало и с масовия дърводобив осъществяван през по-голямата част на XX в., който сега също е сведен до минимум.
Друг отрасъл, който е силно развит на острова е зеленчукопроизводството, а в последните години значителен ръст бележи и ваканционния туризъм. За целта на много места, главно по крайбрежието са построени ваканционни селища, предлагащи отлични условия за почивка и отмора.
През 1982 г. през острова от изток на запад са построени два успоредни магистрални електропровода (550 kV), по които се доставя електроенергия от континенталната част на Канада за остров Ванкувър. През протоците Джорджия и Маласпина електропроводите са прекарани по дъното.

## Население
През 2001 г. на острова постоянно са пребивавали 1129 души в три населени места, разположени в северната част: Джилиес Бей (Gillies Bay) на западното крайбрежие, Ван Анда (Van Anda) на североизточното и Блубър Бей (Blubber Bay) на северното крайбрежие. Трите са кокетни малки селца, осигуряващи идеални условия за хиляди туристи посещаващи острова през топлите летни месеци и през уикендите.

## История
Островът е открит през 1791 г. от испанския мореплавател Франсиско де Елиза (1759-1825), който командва един от корабите в голямата испанска експедиция възглавявана от Хуан Франсиско де ла Бодега и Куадра. Елиза кръщава новооткрития остров в чест на друг капитан на кораб в същата експедиция Хосе Мария Нарваес, граф Фелекс де Тексада (1768-1840), бъдещ мексикански флотски адмирал.